# Terchești
Terchești – wieś w Rumunii, w okręgu Vrancea, w gminie Popești. W 2011 roku liczyła 441
mieszkańców